# Psychotria usambarensis
Psychotria usambarensis är en måreväxtart som beskrevs av Bernard Verdcourt. Psychotria usambarensis ingår i släktet Psychotria och familjen måreväxter. Inga underarter finns listade i Catalogue of Life.